# Francistown
Francistown est une ville du Botswana. Elle est située dans la partie est du Botswana, à environ 400 km au nord-est de la capitale, Gaborone. Sa population s'élevait à 113 315 habitants en 2001, ce qui en fait la deuxième ville du pays.

## Géographie
Francistown se trouve au confluent des rivières Tati et Inchwe, et près de la rivière Shashe (qui est un affluent du fleuve Limpopo. La ville est située à quatre-vingt-dix kilomètres de la frontière avec le Zimbabwe. Francistown était au centre de la première ruée vers l'or d'Afrique australe et est encore entourée de mines abandonnées.

## Histoire
Bien que des traces d'habitations humaines datées de quatre-vingt mille ans ont été retrouvées, les traces écrites sont beaucoup plus récentes. Les Ndébélés traversèrent la région dans les années 1820 dans leur périple vers Bulawayo, amenant avec eux leur culture et leur influence dans la région de Kalanga, au nord-est du Botswana. Nyangabgwe était un village près de Francistown visité par le missionnaire Robert Moffat. Peu après, le prospecteur d'or Karl Mauch trouva de l'or le long de la rivière Tati. Ce qui provoqua en 1869,la première ruée vers l'or d'Afrique Australe, avant même celle du Witwatersrand en Afrique du Sud (puisque l'or n'y sera découvert qu'en 1886).

## Éducation supérieure
La ville compte un campus de l'Université du Botswana.

## Lieux de culte
Parmi les lieux de culte, il y a principalement des églises et des temples chrétiens : Evangelical Lutheran Church in Botswana (Fédération luthérienne mondiale), Assemblées de Dieu, International Pentecostal Holiness Church, Christ Embassy, Cathédrale Notre-Dame-du-Désert (Église catholique) .

## Transports
La ville est reliée par le transport aérien avec l’Aéroport international de Francistown.

## Jumelage
- Genk (Belgique)

## Personnalités
- Athalia Molokomme, juriste et femme politique née en 1959 à Francistown.
- Meleko Mokgosi, artiste peintre et professeur d'université y est né en 1981.